# شهرستان خواجه‌لی
شهرستان خواجه‌لی (صورت صحیح نام در فارسی برمبنای ریشه نام) یا خوجالی (شکل رایج‌تر در برخی منابع) (به ترکی آذربایجانی: Xocalı rayonu) نام شهرستانی در جمهوری آذربایجان به مرکزیت شهر خواجه‌لی است که اکنون در کنترل جدایی طلبان ارمنی قره باغ است کشتار خوجالی در سال ۱۹۹۲ میلادی در این محل به وقوع پیوست که درآن نیروهای ارمنی به کمک نیروهای روس آذربایجانی‌ها را قتل‌عام نمودند. در این کشتار حدود هزار نفر کشته شدند.
نام خواجه‌لی به معنای «محل مربوط به خواجه» است.